# ورزش در هند
ورزش در هند به تنوع زیادی از بازی‌های انجام شده در هندوستان اشاره دارد، از بازی‌های قبیله ای گرفته تا ورزش‌های اصلی مانند کریکت، بدمینتون و فوتبال. تنوع فرهنگ، مردم و قبیله هند و همچنین میراث استعماری آن در طیف گسترده‌ای از رشته‌های ورزشی در این کشور منعکس شده‌است.

## هاکی
هاکی یک ورزش محبوب در هند است. تا اواسط دهه ۱۹۷۰، تیم مردان هند بر هاکی بین‌المللی مسلط شده بودند و ۷ مدال طلای المپیک را از آن خود کردند و در مسابقات جهانی هاکی مردان سال ۱۹۷۵ برنده شد. از آن زمان، با محرومیت از کسب مدال طلا در بازی‌های المپیک ۱۹۸۰، عملکرد هند در هاکی بسیار ناامید کننده بوده‌است و سایر کشورهای دیگر مانند استرالیا، هلند و آلمان استانداردهای خود را بهبود بخشیده و توانستند با هند همگام شوند. افول هاکی در هند دلیل تغییر در قوانین بازی و آمدن معرفی چمن مصنوعی در این بازی بود است و همین باعث شد محبوبیت این ورزش در سال‌های اخیر در کشور هند کمتر و کمتر شود.

## فوتبال

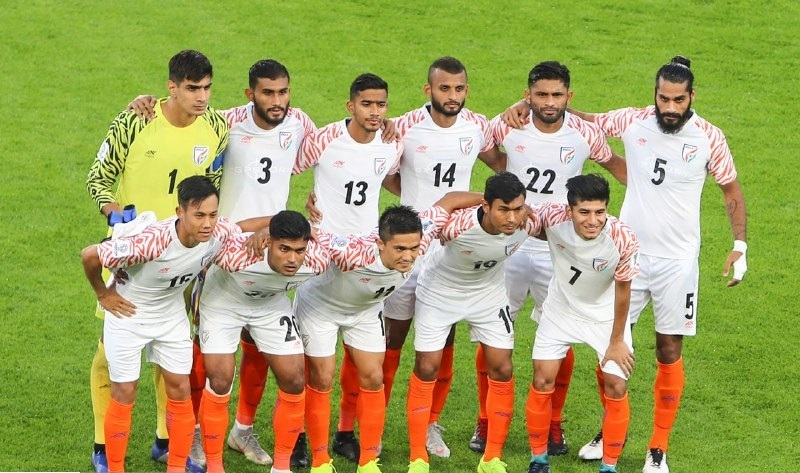
ترکیب اصلی هند مقابل تایلند در جام ملت‌های آسیا ۲۰۱۹.

فوتبال در دوره استعمار انگلیس به هند معرفی شد. اگرچه هند هرگز در هیچ جام جهانی فیفا نماینده نبود، اما در سال ۱۹۵۰ صلاحیت حضور در این مسابقات را کسب کرد اما به دلیل اینکه به این تیم مجوز بازی به صورت پابرهنه داده نشد در این مسابقات حضور پیدا نکردند. هند در دهه ۵۰ و ۱۹۶۰ یک قطب بزرگ آسیایی در فوتبال بود. در این دوره طلایی، هند به عنوان اولین تیم آسیایی که در یک تورنمنت فوتبال المپیک در المپیک تابستانی سال ۱۹۵۶ در ملبورن به مرحله نیمه نهایی راه پیدا کرد. هند همچنین در جام ملتهای آسیا در سال ۱۹۶۴ به عنوان نایب قهرمان آسیا رسید. اما بعداً به دلیل عدم حرفه ای بودن و فرهنگ تناسب اندام و سطح استاندارد فوتبال هند این تیم افت شدیدی در این ورزش داشت. در حال حاضر هند از ۱۰ اوت ۲۰۱۷ در رده‌بندی فیفا در رتبه ۹۷ قرار دارد.

## تنیس

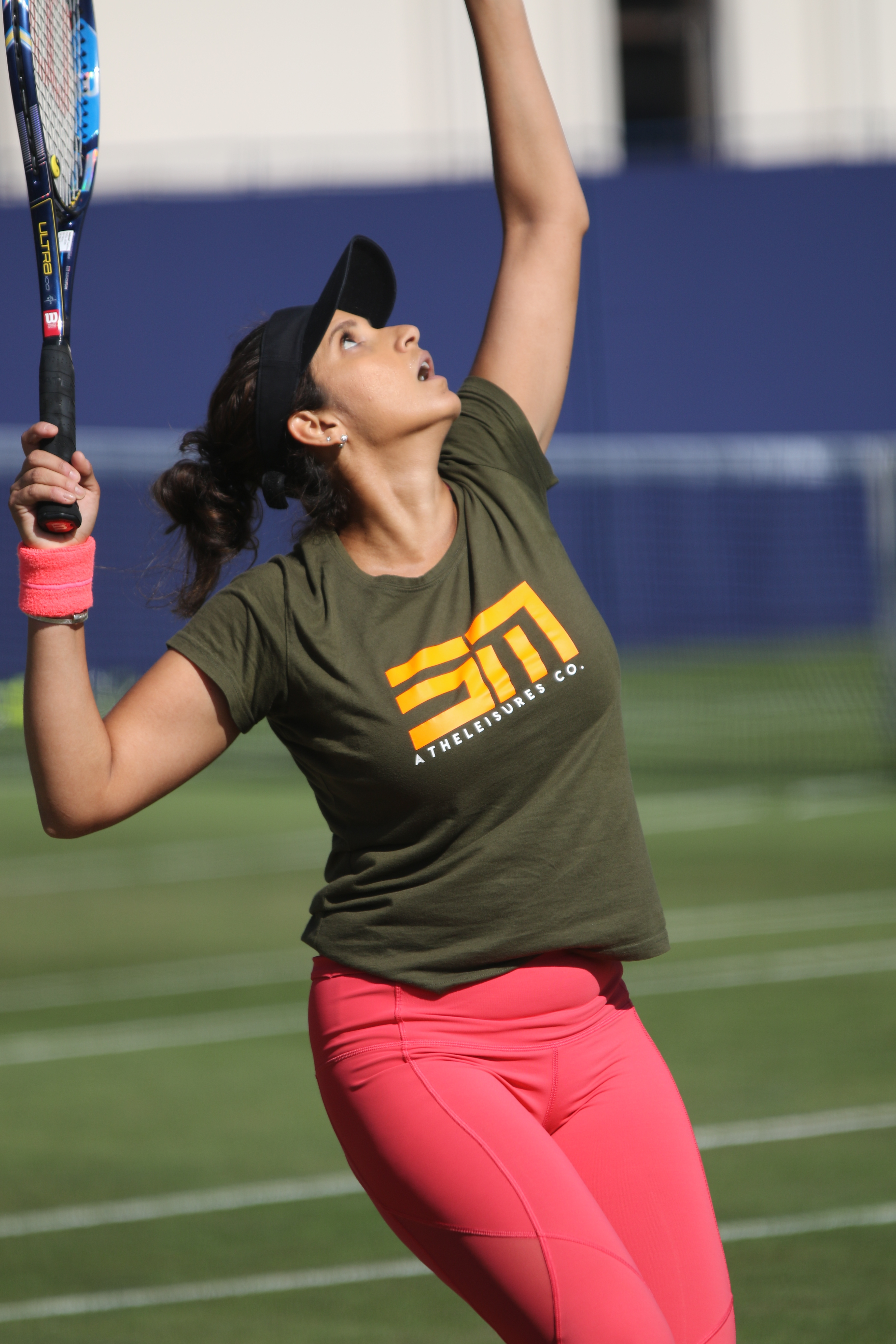
سانیا میرزا تنیسور هندی در مسابقات گرند اسلم.

تنیس یک ورزش در بین هندی‌ها در مناطق شهری است. تنیس پس از سوءاستفاده‌های ویجی امریتراژ محبوبیت زیادی کسب کرد. ثروت هند در تک گراند اسلم بی نظیر بوده‌است، اگرچه لئاندر پائس در المپیک ۱۹۹۶ موفق به کسب یک مدال برنز مجرد شد. از اواخر دهه ۱۹۹۰ هند در دوبله‌های گرند اسلم نتایج چشمگیر داشت، لئاندر پائس و مهش بوپاتی توانستند تعداد زیادی از مردان را بدست آورند و عناوین گرند اسلم را نیز به خود اختصاص دهند. سانیا میرزا برجسته‌ترین تنیسور زن هند است که با کسب عنوان WTA و شکست در رده‌بندی 30 WTA برتر، همچنین موفق به کسب سه رویداد دابل دلفریب گرند اسلم شد، اولین بار در ویمبلدون در سال ۲۰۱۵. در بخش آقایان، سامودف Devvarman جوان و یوکی باببری در تور ATP در حال پرواز پرچم هند هستند. یوکی قهرمان مسابقات انفرادی استرالیا در سال ۲۰۰۹ بود. روهان بوپانا موفق به کسب دو عنوان دوقلوی مخلوط شده‌است.

## بدمینتون
بدمینتون به‌طور گسترده در هند بازی می‌شود و یکی از ورزش‌های محبوب هند است. بدمینتون یک ورزش سریع رو به رشد در هند است. محبوبیت بدمینتون در سالهای اخیر رو به افزایش است. بدمینتون باز های هندی Saina Nehwal , K. Srikanth و PV Sindhu در رده‌های برتر ۱۰ در رتبه‌بندی فعلی BWF قرار دارند. Prakash Padukone اولین بازیکن هند بود که در این بازی به کسب رنک شماره ۱ جهان رسید و پس از او Srikanth Kidambi آن را به عنوان بازیکن مرد برای بار دوم در آوریل ۲۰۱۸ به دست آورد و Saina Nehwal اولین بازیکن زن است.

## پینگ پونگ
تنیس روی میز یک ورزش تفریحی سرپوشیده در هند است که در ایالت‌هایی از جمله غرب بنگال و تامیل نادو درگیر شده‌است. فدراسیون تنیس روی میز هند رسمی است که حاکمیت این ورزش است. هندوستان که در رتبه ۳۰ جهان قرار دارد، یک بازیکن واحد تولید کرده که در رده ۵۰ برتر، شارات کمال قرار گرفته‌است.

## بوکس
بوکس یک ورزش بسیار پرفروش در هند است و اگرچه یک مدال دارنده مدال در بازی‌های آسیایی و بازی‌های مشترک‌المنافع است، هرچند که هند هنوز در هیچ کلاس وزنه ای قهرمان جهان نکرده‌است. در نوامبر ۲۰۰۷، ماری کوم هند بهترین عنوان بوکسور را بدست آورد و هتریک عناوین را به دست آورد. در جریان بازیهای المپیک پکن ۲۰۰۸، ویجندر سینگ در بخش وزنه‌برداری مدال برنز کسب کرد و اخیل کومار و جیتندر کومار در مرحله یک چهارم نهایی صعود کردند. آخیل کومار، جیتندر کومار، ال لاکره و دینسه کومار در مسابقات جهانی ۲۰۰۸ هر یک مدال برنز کسب کردند. بوکسور انفرادی بانوان هند، مری مری کوم، در بازی‌های المپیک ۲۰۱۲ لندن موفق به کسب مدال برنز شد.

## وزنه‌برداری
وزنه‌برداری نیز یکی از ورزش‌های محبوب در هند است. کارنام معصواری وزنه‌بردار سنگین‌وزن هندی در بازی‌های المپیک تابستانی ۲۰۰۰ در سیدنی مدال برنز کسب کرد و او را به عنوان اولین زن هندی لقب گرفت که یک مدال المپیک را از آن خود کرد. دفتر مرکزی فدراسیون وزنه‌برداری هند در دهلی نو است. این فدراسیون وابسته به اتحادیه المپیک هند (دهلی) است و همچنین عضو فدراسیون وزنه‌برداری آسیا در تهران و فدراسیون بین‌المللی وزنه‌برداری در بوداپست است. همچنین به دلیل دوپینگ سه وزنه‌بردار هندی این فدراسیون به مدت سه سال از حضور در تمامی مسابقات محروم گردید.

## والیبال
والیبال یک ورزش تفریحی محبوب است که در سراسر هند، چه در مناطق روستایی و چه در سطح شهر، بازی می‌شود. هند در رتبه پنجم آسیا و ۲۷ ام در جهان قرار دارد. در سطح جوانان و نوجوانان، هند در مسابقات جهانی جوانان در سال ۲۰۰۳ به مقام دوم رسید. تیم بزرگسالان مردان هند در رتبه ۴۶ جهان قرار دارد. مشکل اصلی این ورزش عدم حمایت مالی توسط دولت است.

## تکواندو
تکواندو یکی از ورزش‌های رزمی محبوب در هند است. سورندرا بندری تکواندو کار هندی در بازی‌های آسیایی ۲۰۰۲ موفق به کسب یک مدال برنز در تکواندو شد. تکواندو به‌طور گسترده‌ای در هندوستان انجام می‌شود و معروف‌ترین تکواندو کاران هندی نیتو چاندرا، اکشای کومار و ایشا کوپبیکار کمربندهای سیاه دارند.

## شطرنج
شطرنج در طی چند دهه اخیر محبوبیت زیادی در هندوستان بالا گرفته‌است، این امر در درجه اول به دلیل پخش کننده ستاره خود ویسواناتان آناند است. او یک قهرمان جهانی است. این بازی ممکن است از هند به عنوان جانشین Chaturanga یا Shatranj سرچشمه گرفته باشد. فدراسیون شطرنج All India دستگاه اصلی شطرنج در هند است.

## کریکت
کریکت دارای سابقه ای طولانی در هند است که در زمان حکومت انگلیس در این کشور معرفی شده‌است. این کشور با حاشیه گسترده در هند محبوب‌ترین ورزش است. کریکت در سطح محلی، ملی و بین‌المللی بازی می‌شود و از حمایت مستمر مردم در بیشتر مناطق هند برخوردار است. توسعه آن از نزدیک با تاریخ کشور پیوند خورده‌است، بسیاری از تحولات سیاسی و فرهنگی پیرامون موضوعاتی مانند کاستی، جنسیت، مذهب و ملیت را منعکس می‌کند. تیم ملی کریکت هند اولین بازی رسمی خود (یک تست) را در سال ۱۹۳۲ برابر انگلیس انجام داد و عملکرد این تیم از آن زمان به‌طور کلی مختلط بوده‌است، گاهی اوقات از موفقیت‌های حیرت‌انگیز لذت می‌برد و بعضی اوقات با شکست کامل روبرو می‌شد. بالاترین رقیب نماینده تیم کریکت هند، تیم کریکت پاکستان است، هرچند که در اواخر اخیر، رقبای دیگری از جمله استرالیا، آفریقای جنوبی و انگلیس را به دست آورده‌است.

## کبدی

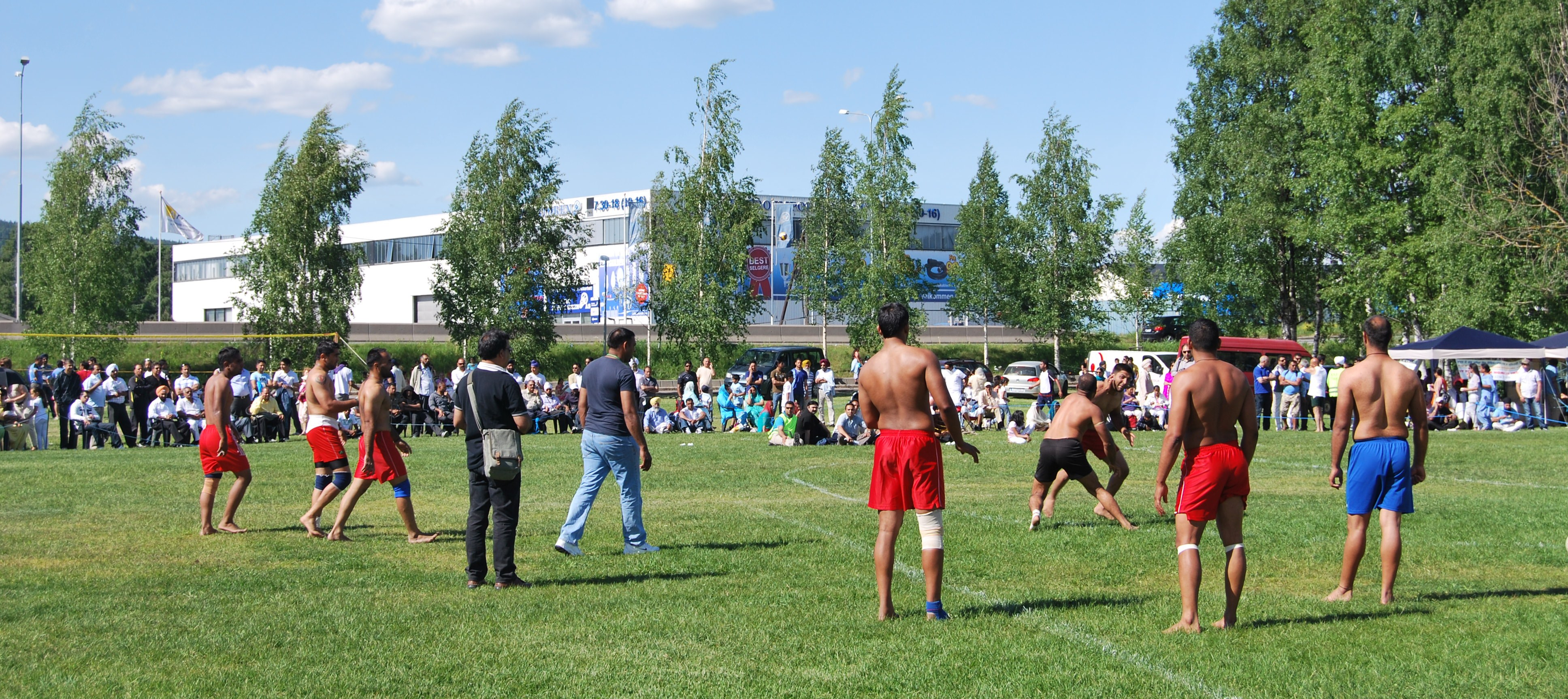
کبدی یکی از محبوب‌ترین ورزش‌ها در هند.

کبدییک ورزش ملی محبوب در هند است که عمدتاً در بین مردم روستاها بازی می‌شود. این یک ورزش با تیمی است و به عنوان نوعی تفریحی از تمرینات رزمی در نظر گرفته می‌شود.